# St. Cloud (Minnesota)
St. Cloud is een plaats (city) in de Amerikaanse staat Minnesota.

## Demografie
Bij de volkstelling in 2000 werd het aantal inwoners vastgesteld op 59.107.

## Geografie
Volgens het United States Census Bureau beslaat de plaats een oppervlakte van
80,1 km², waarvan 78,1 km² land en 2,0 km² water.

## Plaatsen in de nabije omgeving
De onderstaande figuur toont nabijgelegen plaatsen in een straal van 16 km rond St. Cloud.

## Geboren
- June Marlowe (1903 - 1984), actrice
- Gig Young (1913 - 1978), acteur
- Phillip Paludan (1938 - 2007), geschiedkundige
- John Nord (1959), worstelaar
- Joel Gretsch (1963), acteur
- Ginger Helgeson (1968), tennisspeelster
- Alise Willoughby (1991), BMX'ster
- Marshall Eriksen (1978), Supreme Court Judge